# Slovaquie aux Jeux olympiques d'hiver de 2010
La Slovaquie fut représentée par 73 athlètes aux Jeux olympiques d'hiver de 2010 à Vancouver au Canada, qui participèrent à huit disciplines, la délégation slovaque comprenant 141 personnes. Ce fut la 5e fois que la Slovaquie participa aux jeux d'hiver depuis l'indépendance, et le plus grand succès slovaque en termes de médailles, le pays n'ayant gagné précédemment qu'une médaille aux jeux d'hiver (une médaille d'argent en 2006).
À la cérémonie d'ouverture, la Slovaquie fut représentée par Žigmund Pálffy, et à la cérémonie de clôture par Pavol Hurajt.

## Cérémonies d'ouverture et de clôture

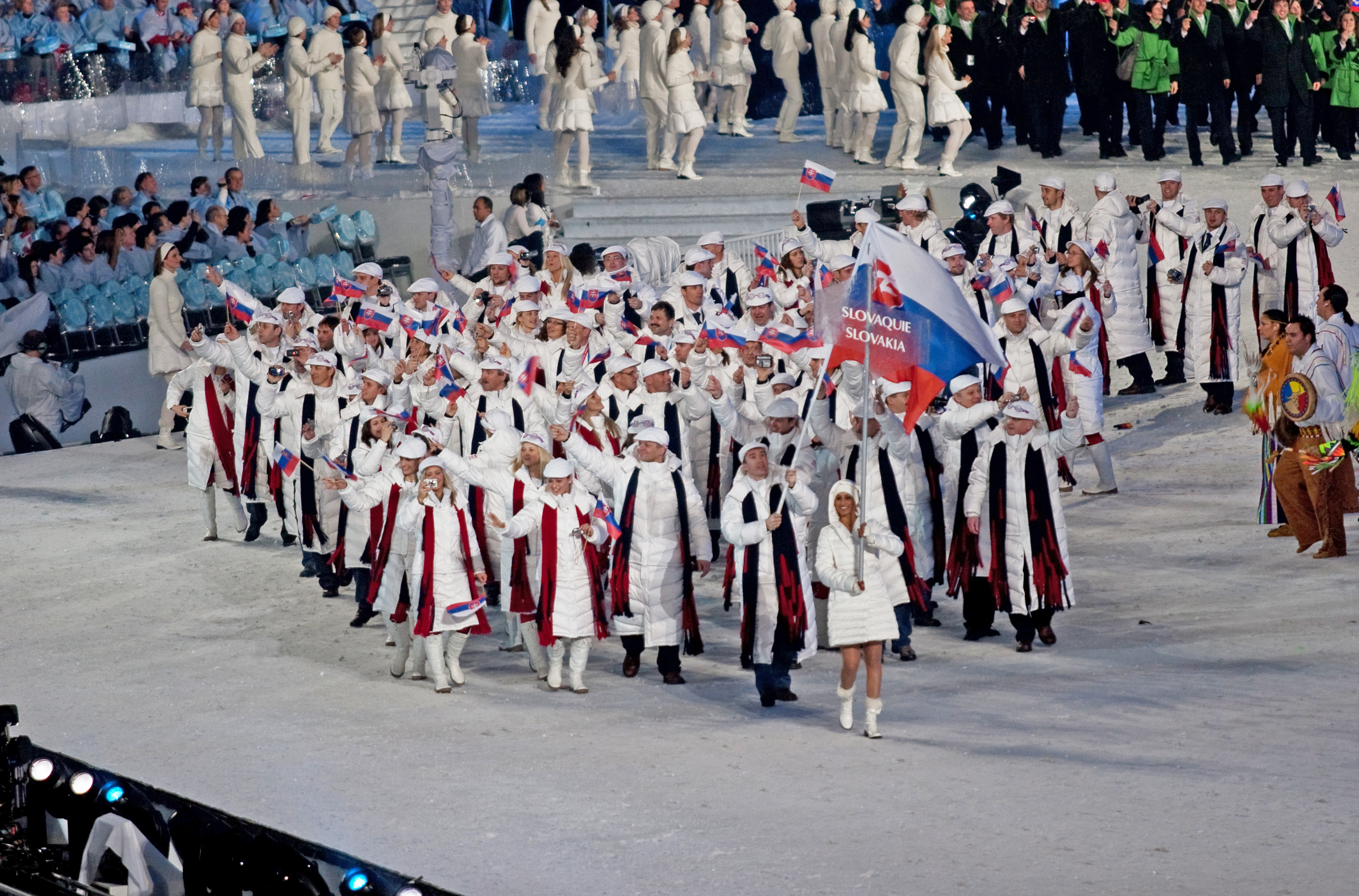
Entrée de la délégation slovaque lors de la cérémonie d'ouverture.

Comme cela est de coutume, la Grèce, berceau des Jeux olympiques, ouvre le défilé des nations, tandis que le Canada, en tant que pays organisateur, ferme la marche. Les autres pays défilent par ordre alphabétique. La Slovaquie est la 70e des 82 délégations à entrer dans le BC Place Stadium de Vancouver au cours du défilé des nations durant la cérémonie d'ouverture, après la Serbie et avant la Slovénie. Cette cérémonie est dédiée au lugeur géorgien Nodar Kumaritashvili, mort la veille après une sortie de piste durant un entraînement. Le porte-drapeau du pays est le hockeyeur Žigmund Pálffy.
Lors de la cérémonie de clôture qui se déroule également au BC Place Stadium, les porte-drapeaux des différentes délégations entrent ensemble dans le stade olympique et forment un cercle autour du chaudron abritant la flamme olympique. Le drapeau slovaque est alors porté par Pavol Hurajt, médaillé de bronze dans l'épreuve de mass-start, en biathlon.

## Résultats

### Médailles
Avant les jeux, les médias slovaques considéraient Alena Procházková une des plus grandes chances de médailles slovaques, avec Anastazia Kuzmina et l'équipe de hockey sur glace masculine,. Ces jeux furent les meilleurs jeux d'hiver en termes de médailles pour la Slovaquie. Ils gagnèrent 3 médailles, une de chaque couleur, alors que précédemment, ils n'avaient gagné qu'une médaille, une d'argent aux JO de Turin. Voici la liste des vainqueurs d'une médaille:

#### Or
| Sport              | Discipline           | Sportifs          | Performance   |
| ------------------ | -------------------- | ----------------- | ------------- |
| Médailles d'or : 1 |                      |                   |               |
| Biathlon           | Sprint 7,5 km femmes | Anastazia Kuzmina | 19 min 55 s 6 |

#### Argent
| Sport                  | Discipline             | Sportifs          | Performance   |
| ---------------------- | ---------------------- | ----------------- | ------------- |
| Médailles d'argent : 2 |                        |                   |               |
| Biathlon               | Poursuite 10 km femmes | Anastazia Kuzmina | 30 min 28 s 3 |
| Biathlon               | Départ groupé 15 km    | Pavol Hurajt      | 35 min 52 s 3 |

### Résultats par épreuve

#### Biathlon

##### Sprint 7,5 km femmes
Lors de l'épreuve du sprint 7,5 km femmes le 13 février 2010, Anastazia Kuzmina remporta la première médaille d'or slovaque aux jeux olympiques d'hiver. Elle finit en 19 minutes et 55,6 secondes, avec 1 seconde et demie d'avance sur la 2e athlète, l'allemande Magdalena Neuner. Elle manqua une cible au premier tir, et aucun au second. Kuzmina réussit cet exploit malgré avoir été opérée le 1er janvier 2010 à deux métacarpes.
| Athlète            | Dossard | 1er tir (couché) | 1er tir (couché) | 1er tir (couché) | 2e tir (debout) | 2e tir (debout) | 2e tir (debout) | Temps final   | Classement |
| Athlète            | Dossard | Pénalités        | Tps de retard    | Class.           | Pénalités       | Tps de retard   | Class.          | Temps final   | Classement |
| ------------------ | ------- | ---------------- | ---------------- | ---------------- | --------------- | --------------- | --------------- | ------------- | ---------- |
| Anastazia Kuzmina  | 19      | 1                | 22 s 1           | 22               | 0               | 14 s 3          | 3               | 19 min 55 s 6 | 1          |
| Jana Gereková      | 66      | 1                | 36 s 5           | 36               | 2               | 1 min 38 s 1    | 44              | 21 min 54 s 0 | 40         |
| Martina Halinárová | 35      | 1                | 45 s 3           | 50               | 1               | 1 min 45 s 3    | 46              | 22 min 19 s 0 | 54         |
| Ľubomíra Kalinová  | 79      | 3                | 1 min 58 s 0     | 86               | 2               | 3 min 10 s 6    | 84              | 23 min 47 s 2 | 81         |

##### Sprint 10 km hommes
Lors de l'épreuve du sprint 10 km hommes le 14 février 2010, quatre athlètes slovaques participèrent, le meilleur finissant en 7e position.
| Athlète           | Dossard | 1er tir (couché) | 1er tir (couché) | 1er tir (couché) | 2e tir (debout) | 2e tir (debout) | 2e tir (debout) | Temps final   | Classement |
| Athlète           | Dossard | Pénalités        | Tps de retard    | Class.           | Pénalités       | Tps de retard   | Class.          | Temps final   | Classement |
| ----------------- | ------- | ---------------- | ---------------- | ---------------- | --------------- | --------------- | --------------- | ------------- | ---------- |
| Pavol Hurajt      | 14      | 0                | 7 s 2            | 7                | 1               | 26 s 1          | 5               | 25 min 15 s 0 | 7          |
| Marek Matiaško    | 67      | 1                | 1 min 00 s 1     | 57               | 2               | 2 min 41 s 3    | 71              | 26 min 37 s 4 | 65         |
| Dušan Šimočko     | 50      | 1                | 48 s 3           | 40               | 2               | 2 min 49 s 0    | 72              | 28 min 11 s 4 | 74         |
| Miroslav Matiaško | 77      | 1                | 1 min 15 s 0     | 70               | 3               | 3 min 19 s 5    | 81              | 28 min 15 s 9 | 75         |

##### 10 km poursuite femmes
Lors de l'épreuve du 10 km poursuite femmes le 16 février 2010, trois athlètes slovaques participèrent, Anastazia Kuzmina remporta sa deuxième médaille de ces jeux (et la 2e pour la Slovaquie) en finissant à la 2e place.
| Athlète            | Dossard | 1er tir (couché) | 1er tir (couché) | 1er tir (couché) | 2e tir (couché) | 2e tir (couché) | 2e tir (couché) | 3e tir (debout) | 3e tir (debout) | 3e tir (debout) | 4e tir (debout) | 4e tir (debout) | 4e tir (debout) | Retard final | Class. |
| Athlète            | Dossard | Pénalités        | Tps de retard    | Class.           | Pénalités       | Tps de retard   | Class.          | Pénalités       | Tps de retard   | Class.          | Pénalités       | Tps de retard   | Class.          | Retard final | Class. |
| ------------------ | ------- | ---------------- | ---------------- | ---------------- | --------------- | --------------- | --------------- | --------------- | --------------- | --------------- | --------------- | --------------- | --------------- | ------------ | ------ |
| Anastazia Kuzmina  | 1       | 0                | 0 s 0            | 1                | 1               | 23 s 6          | 2               | 1               | 23 s 7          | 2               | 0               | 6 s 2           | 2               | 12 s 3       | 2      |
| Jana Gereková      | 40      | 0                | 2 min 13 s 4     | 35               | 3               | 3 min 34 s 7    | 48              | 0               | 3 min 23 s 2    | 42              | 1               | 3 min 38 s 2    | 40              | 4 min 04 s 1 | 40     |
| Martina Halinárová | 54      | 1                | 3 min 11 s 4     |                  | 2               | 4 min 35 s 8    |                 | 3               | 6 min 06 s 8    | Doublée         | Doublée         | Doublée         | Doublée         | Doublée      | NC     |

##### 12,5 km poursuite hommes
Lors de l'épreuve du 12,5 km poursuite hommes le 16 février 2010, Pavol Hurajt fut le seul athlète slovaque participant, et il finit à la 16e place.
| Athlète      | Dossard | 1er tir (couché) | 1er tir (couché) | 1er tir (couché) | 2e tir (couché) | 2e tir (couché) | 2e tir (couché) | 3e tir (debout) | 3e tir (debout) | 3e tir (debout) | 4e tir (debout) | 4e tir (debout) | 4e tir (debout) | Retard final | Class. |
| Athlète      | Dossard | Pénalités        | Tps de retard    | Class.           | Pénalités       | Tps de retard   | Class.          | Pénalités       | Tps de retard   | Class.          | Pénalités       | Tps de retard   | Class.          | Retard final | Class. |
| ------------ | ------- | ---------------- | ---------------- | ---------------- | --------------- | --------------- | --------------- | --------------- | --------------- | --------------- | --------------- | --------------- | --------------- | ------------ | ------ |
| Pavol Hurajt | 7       | 1                | 1 min 33 s 9     | 15               | 0               | 1 min 22 s 1    | 14              | 0               | 58,1            | 9               | 2               | 1 min 25 s 8    | 14              | 1 min 34 s 4 | 15     |

##### 15 km femmes
Lors de l'épreuve du 15 km individuel femmes le 18 février 2010, quatre athlètes slovaques participèrent, la mieux placée finissant à la 39e place.
| Athlète            | Dossard | 1er tir (couché) | 1er tir (couché) | 1er tir (couché) | 2e tir (couché) | 2e tir (couché) | 2e tir (couché) | 3e tir (debout) | 3e tir (debout) | 3e tir (debout) | 4e tir (debout) | 4e tir (debout) | 4e tir (debout) | Temps final   | Class. |
| Athlète            | Dossard | Pénalités        | Tps de retard    | Class.           | Pénalités       | Tps de retard   | Class.          | Pénalités       | Tps de retard   | Class.          | Pénalités       | Tps de retard   | Class.          | Temps final   | Class. |
| ------------------ | ------- | ---------------- | ---------------- | ---------------- | --------------- | --------------- | --------------- | --------------- | --------------- | --------------- | --------------- | --------------- | --------------- | ------------- | ------ |
| Anastazia Kuzmina  | 27      | 2                | 1 min 55 s 4     | 70               | 1               | 2 min 52 s 1    | 58              | 1               | 3 min 56 s 1    | 54              | 1               | 4 min 10 s 5    | 45              | 45 min 16 s 0 | 39     |
| Martina Halinárová | 73      | 0                | 22 s 6           | 23               | 1               | 1 min 49 s 6    | 38              | 0               | 2 min 22 s 2    | 27              | 2               | 4 min 00 s 9    | 42              | 45 min 38 s 7 | 43     |
| Jana Gereková      | 50      | 1                | 1 min 07 s 5     | 46               | 0               | 1 min 25 s 0    | 26              | 1               | 2 min 45 s 5    | 34              | 2               | 4 min 16 s 7    | 46              | 45 min 46 s 4 | 46     |
| Ľubomíra Kalinová  | 75      | 2                | 2 min 22 s 8     | 77               | 0               | 2 min 54 s 3    | 59              | 2               | 5 min 47 s 9    | 77              | 3               | 8 min 52 s 2    | 80              | 50 min 38 s 7 | 80     |

##### 20 km hommes
Lors de l'épreuve du 20 km individuel hommes le 18 février 2010, quatre athlètes slovaques participèrent, le mieux placé finissant à la 5e place.
| Athlète           | Dossard | 1er tir (couché) | 1er tir (couché) | 1er tir (couché) | 2e tir (couché) | 2e tir (couché) | 2e tir (couché) | 3e tir (debout) | 3e tir (debout) | 3e tir (debout) | 4e tir (debout) | 4e tir (debout) | 4e tir (debout) | Temps final   | Class. |
| Athlète           | Dossard | Pénalités        | Tps de retard    | Class.           | Pénalités       | Tps de retard   | Class.          | Pénalités       | Tps de retard   | Class.          | Pénalités       | Tps de retard   | Class.          | Temps final   | Class. |
| ----------------- | ------- | ---------------- | ---------------- | ---------------- | --------------- | --------------- | --------------- | --------------- | --------------- | --------------- | --------------- | --------------- | --------------- | ------------- | ------ |
| Pavol Hurajt      | 1       | 0                | 11,3             | 5                | 0               | 8,5             | 2               | 1               | 1 min 23 s 3    | 7               | 0               | 53,2            | 4               | 49 min 39 s 0 | 4      |
| Dušan Šimočko     | 41      | 0                | 22,7             | 18               | 0               | 36,9            | 8               | 2               | 3 min 05 s 0    | 29              | 0               | 2 min 31 s 0    | 18              | 51 min 20 s 6 | 17     |
| Marek Matiaško    | 66      | 0                | 27,6             | 23               | 1               | 2 min 07 s 2    | 33              | 0               | 2 min 48 s 9    | 23              | 1               | 3 min 55 s 3    | 32              | 52 min 47 s 9 | 32     |
| Miroslav Matiaško | 87      | 1                | 1 min 28 s 2     | 49               | 1               | 2 min 55 s 5    | 55              | 0               | 3 min 38 s 5    | 43              | 1               | 4 min 32 s 2    | 43              | 53 min 29 s 2 | 46     |

##### 15 km départ groupé hommes
Lors de l'épreuve du 15 km départ groupé hommes le 21 février 2010, Pavol Hurajt apporta à la Slovaquie sa troisième médale de ces jeux, en finissant 3e.
| Athlète      | Dossard | 1er tir (couché) | 1er tir (couché) | 1er tir (couché) | 2e tir (couché) | 2e tir (couché) | 2e tir (couché) | 3e tir (debout) | 3e tir (debout) | 3e tir (debout) | 4e tir (debout) | 4e tir (debout) | 4e tir (debout) | Temps final   | Class. |
| Athlète      | Dossard | Pénalités        | Tps de retard    | Class.           | Pénalités       | Tps de retard   | Class.          | Pénalités       | Tps de retard   | Class.          | Pénalités       | Tps de retard   | Class.          | Temps final   | Class. |
| ------------ | ------- | ---------------- | ---------------- | ---------------- | --------------- | --------------- | --------------- | --------------- | --------------- | --------------- | --------------- | --------------- | --------------- | ------------- | ------ |
| Pavol Hurajt | 19      | 0                | 5 s 6            | 3                | 0               | 6 s 3           | 3               | 0               |                 | 1               | 0               |                 | 1               | 35 min 52 s 3 | 2      |

##### 12,5 km départ groupé femmes
Lors de l'épreuve du 12,5 km départ groupé femmes le 21 février 2010, Anastazia Kuzmina finit 8e.
| Athlète           | Dossard | 1er tir (couché) | 1er tir (couché) | 1er tir (couché) | 2e tir (couché) | 2e tir (couché) | 2e tir (couché) | 3e tir (debout) | 3e tir (debout) | 3e tir (debout) | 4e tir (debout) | 4e tir (debout) | 4e tir (debout) | Temps final   | Class. |
| Athlète           | Dossard | Pénalités        | Tps de retard    | Class.           | Pénalités       | Tps de retard   | Class.          | Pénalités       | Tps de retard   | Class.          | Pénalités       | Tps de retard   | Class.          | Temps final   | Class. |
| ----------------- | ------- | ---------------- | ---------------- | ---------------- | --------------- | --------------- | --------------- | --------------- | --------------- | --------------- | --------------- | --------------- | --------------- | ------------- | ------ |
| Anastazia Kuzmina | 1       | 1                | 24 s 4           | 18               | 1               | 47 s 4          | 18              | 1               | 55 s 8          | 19              | 0               | 43 s 2          | 9               | 36 min 02 s 9 | 8      |

##### Relais 4 × 6 km femmes
Lors de l'épreuve du relais 4 × 6 km femmes le 23 février 2010, la Slovaquie fur représentée par Martina Halinárová, Anastazia Kuzmina, Natália Prekopová et Jana Gereková, et finit 8e.
| Athlète            | Dossard | Pénalités lors du 1er tir (couché) | Pénalités lors du 2e tir (debout) | Temps de l'équipe | Classement |
| ------------------ | ------- | ---------------------------------- | --------------------------------- | ----------------- | ---------- |
| Martina Halinárová | 15-1    | 0+1                                | 0+2                               | 18 min 27 s 1     | 17         |
| Anastazia Kuzmina  | 15-2    | 0+0                                | 0+1                               | 35 min 36 s 4     | 9          |
| Natália Prekopová  | 15-3    | 0+0                                | 1+3                               | 55 min 18 s 1     | 14         |
| Jana Gereková      | 15-4    | 0+1                                | 0+3                               | 1 h 13 min 15 s 8 | 13         |
| Classement équipe  | 15      | 1+11                               | 1+11                              | 1 h 13 min 15 s 8 | 13         |

##### Relais 4 × 7,5 km hommes
Lors de l'épreuve du relais 4 × 7,5 km hommes le 26 février 2010, la Slovaquie est représentée par Miroslav Matiaško, Marek Matiaško, Dušan Šimočko et Pavol Hurajt et finit à la 15e place.
| Athlète           | Dossard | Pénalités lors du 1er tir (couché) | Pénalités lors du 2e tir (debout) | Temps de l'équipe | Classement |
| ----------------- | ------- | ---------------------------------- | --------------------------------- | ----------------- | ---------- |
| Miroslav Matiaško | 19-1    | 0+0                                | 0+1                               | 21 min 18 s 3     | 16         |
| Marek Matiaško    | 19-2    | 0+0                                | 0+3                               | 43 min 27 s 9     | 15         |
| Dušan Šimočko     | 19-3    | 1+3                                | 1+6                               | 1 h 07 min 24 s 2 | 16         |
| Pavol Hurajt      | 19-4    | 0+1                                | 0+2                               | 1 h 28 min 54 s 1 | 15         |
| Classement équipe | 19      | 2+12                               | 2+12                              | 1 h 28 min 54 s 1 | 15         |

#### Bobsleigh

##### Bob à deux
La paire Milan Jagnešák/Petr Nárovec fut la seule engagée pour la Slovaquie dans cette épreuve. Elle finit à la 20e place.
| Dossard | Manche 1 | Manche 1 | Manche 2 | Manche 2 | Manche 3 | Manche 3 | Manche 4 | Manche 4 | Final         | Final  |
| Dossard | Temps    | Class.   | Temps    | Class.   | Temps    | Class.   | Temps    | Class.   | Temps         | Class. |
| ------- | -------- | -------- | -------- | -------- | -------- | -------- | -------- | -------- | ------------- | ------ |
| 20      | 53 s 18  | 22       | 53 s 16  | 20       | 52 s 73  | 19       | 52 s 99  | 20       | 3 min 32 s 06 | 20     |

##### Bob à quatre
Lors de cette épreuve, le bob slovaque fut composé de Milan Jagnešák, Marcel Lopuchovský, Petr Nárovec, Martin Tešovič. Ils finirent derniers lors de la dernière manche, et ne participèrent pas aux manches suivantes.
| Dossard | Manche 1 | Manche 1 | Manche 2 | Manche 2 | Manche 3 | Manche 3 | Manche 4 | Manche 4 | Final   | Final   |
| Dossard | Temps    | Class.   | Temps    | Class.   | Temps    | Class.   | Temps    | Class.   | Temps   | Class.  |
| ------- | -------- | -------- | -------- | -------- | -------- | -------- | -------- | -------- | ------- | ------- |
| 18      | 55 s 25  | 25       | Forfait  | Forfait  | Forfait  | Forfait  | Forfait  | Forfait  | Forfait | Forfait |

#### Hockey sur glace

##### Compétition masculine

###### Qualification
La Slovaquie, classée 8e au classement mondial de l'IIHF, fut qualifiée automatiquement pour les Jeux, tout comme les 8 autres équipes dans le top 9 mondial.

###### Tour préliminaire
Au tour préliminaire, la Slovaquie est dans le Groupe B, avec la Lettonie, la Russie et la République tchèque.
| Clt   | Équipe    | PJ | V | VP | VF | D | DP | DF | BP | BC | Pts |
| ----- | --------- | -- | - | -- | -- | - | -- | -- | -- | -- | --- |
| +001, | Russie    | 3  | 2 | 0  | 0  | 0 | 0  | 1  | 13 | 6  | 7   |
| +002, | Tchéquie  | 3  | 2 | 0  | 1  | 0 | 0  | 0  | 10 | 7  | 6   |
| +003, | Slovaquie | 3  | 1 | 0  | 1  | 1 | 0  | 0  | 9  | 4  | 5   |
| +004, | Lettonie  | 3  | 0 | 0  | 0  | 3 | 0  | 0  | 4  | 19 | 0   |

- Qualifié

| 17 février 2010 | Tchéquie | 3-1 (1-0, 2-1, 0-0) | Slovaquie | Canada Hockey Place, Vancouver 16 924 spectateurs |

| Feuille de match | Feuille de match                                                                                              | Feuille de match        | Feuille de match                             | Feuille de match                       |
| ---------------- | --- | ----------------------- | -------------------------------------------- | -------------------------------------- |
|                  | Eliáš (Havlát, Blaťák) - 9 min 2 s Jágr (Červenka) - 37 min 56 s Plekanec (Jágr, Židlický) (SN) - 39 min 58 s | 1 – 0 1 – 1 2 – 1 3 – 1 | 20 min 47 s - Gáborík (Mari. Hossa, Demitra) | Arbitrage : Reiber Watson Heyer Losier |
| Vokoun           | Gardiens | Halák                   |                                              | Arbitrage : Reiber Watson Heyer Losier |
| 8 min            | Pénalités | 12 min                  |                                              | Arbitrage : Reiber Watson Heyer Losier |
| 24               | Tirs | 35                      |                                              | Arbitrage : Reiber Watson Heyer Losier |

| 18 février 2010 | Slovaquie | 2-1 (0–0, 0–1, 1–0, 0-0, 1-0) | Russie | Canada Hockey Place, Vancouver 17 222 spectateurs |

| Feuille de match | Feuille de match                                                      | Feuille de match  | Feuille de match                         | Feuille de match                                |
| ---------------- | --------------------------------------------------------------------- | ----------------- | ---------------------------------------- | ----------------------------------------------- |
|                  | Mari. Hossa (Demitra, Marc. Hossa) - 49 min 48 s Demitra - 70 min 0 s | 0 – 1 1 – 1 2 – 1 | 25 min 32 s - Morozov (Markov, Zinoviev) | Arbitrage : Kurmann McCreary Sharrers Winnekens |
| Halák            | Gardiens                                                              | Bryzgalov         |                                          | Arbitrage : Kurmann McCreary Sharrers Winnekens |
| 10 min           | Pénalités                                                             | 6 min             |                                          | Arbitrage : Kurmann McCreary Sharrers Winnekens |
| 32               | Tirs                                                                  | 37                |                                          | Arbitrage : Kurmann McCreary Sharrers Winnekens |

| 20 février 2010 | Lettonie | 0-6 (0-3, 0-2, 0-1) | Slovaquie | Canada Hockey Place, Vancouver 17 023 spectateurs |

| Feuille de match | Feuille de match | Feuille de match        | Feuille de match | Feuille de match                               |
| ---------------- | ---------------- | ----------------------- | --- | ---------------------------------------------- |
|                  |                  | 0-1 0-2 0-3 0-4 0-5 0-6 | 2 min 44 s - Višňovský (Stümpel, Zedník (SN)) 9 min 11 s - Zedník (Handzuš, Bartečko) 17 min 8 s - Stümpel (Pálffy) 21 min 7 s - Mari. Hossa (Stümpel) (SN) 22 min 20 s - Handzuš 57 min 20 s - Baranka (Štrbák, Handzuš) | Arbitrage : O Halloran Vinnerborg Kicha Murphy |
| Masaļskis        | Gardiens         | Halák                   | | Arbitrage : O Halloran Vinnerborg Kicha Murphy |
| 6 min            | Pénalités        | 8 min                   | | Arbitrage : O Halloran Vinnerborg Kicha Murphy |
| 21               | Tirs             | 37                      | | Arbitrage : O Halloran Vinnerborg Kicha Murphy |

###### Séries éliminatoires
| 23 février 2010 | Slovaquie | 4-3 (3-1, 0-2, 1-0) | Norvège | Canada Hockey Place, Vancouver 17 583 spectateurs |

| Feuille de match | Feuille de match | Feuille de match                          | Feuille de match | Feuille de match                           |
| ---------------- | --- | ----------------------------------------- | --- | ------------------------------------------ |
|                  | Handzuš (Gáborík, Mari. Hossa) (SN) - 7 min 3 s Gáborík (Demitra, Chára) (SN) - 10 min 12 s Zedník (Stümpel, Pálffy) (SN) - 18 min 52 s Šatan (Višňovský, Zedník) - 48 min 41 s | 1 – 0 2 – 0 2 – 1 3 – 1 3 – 2 3 – 3 4 – 3 | 18 min 6 s - Zuccarello Aasen (Holøs) 27 min 27 s - Vikingstad (Thoresen, Zuccarello Aasen) 39 min 59 s - Bastiansen (Olimb, Thoresen) | Arbitrage : Bulanov Joannette Kicha Losier |
| Halák            | Gardiens | Grotnes                                   | | Arbitrage : Bulanov Joannette Kicha Losier |
| 40 min           | Pénalités | 19 min                                    | | Arbitrage : Bulanov Joannette Kicha Losier |
| 4                | Tirs | 29                                        | | Arbitrage : Bulanov Joannette Kicha Losier |

###### Quarts de finale
| 24 février 2010 | Suède | 3-4 (0-0, 2-3, 1-1) | Slovaquie | Canada Hockey Place, Vancouver 17 493 spectateurs |

| Feuille de match | Feuille de match | Feuille de match            | Feuille de match | Feuille de match                      |
| ---------------- | --- | --------------------------- | --- | ------------------------------------- |
|                  | Hörnqvist (Forsberg) - 33 min 49 s Zetterberg (Enström) - 34 min 26 s Alfredsson (Bäckström, Eriksson) - 49 min 39 s | 0-1 0-2 1-2 2-2 2-3 2-4 3-4 | 27 min 34 s - Gáborík (Mari. Hossa, Demitra) (SN) 28 min 11 s - Sekera (Zedník, Pálffy) 39 min 12 s - Demitra (Chára, Mari. Hossa) (SN) 49 min 1 s - Kopecký (Mari. Hossa, Demitra) | Arbitrage : McCreary Ronn Feola Morin |
| Lundqvist        | Gardiens | Halák                       | | Arbitrage : McCreary Ronn Feola Morin |
| 10 min           | Pénalités | 6 min                       | | Arbitrage : McCreary Ronn Feola Morin |
| 29               | Tirs | 14                          | | Arbitrage : McCreary Ronn Feola Morin |

###### Demi-finale
| 26 février 2010 | Canada | 3-2 (2-0, 1-0, 0-2) | Slovaquie | Canada Hockey Place, Vancouver 17 799 spectateurs |

| Feuille de match | Feuille de match | Feuille de match    | Feuille de match                                                            | Feuille de match                        |
| ---------------- | --- | ------------------- | --------------------------------------------------------------------------- | --------------------------------------- |
|                  | Marleau (Weber, Niedermayer) - 13 min 30 s Morrow (Pronger, Getzlaf) - 15 min 17 s Getzlaf (Perry, Pronger) - 36 min 54 s | 1-0 2-0 3-0 3-1 3-2 | 51 min 35 s - Višňovský (Stümpel) 55 min 7 s - Handzuš (Zedník, Šatan) (SN) | Arbitrage : Larue Ronn Fonselius Nelson |
| Luongo           | Gardiens | Halák               |                                                                             | Arbitrage : Larue Ronn Fonselius Nelson |
| 2 min            | Pénalités | 4 min               |                                                                             | Arbitrage : Larue Ronn Fonselius Nelson |
| 28               | Tirs | 21                  |                                                                             | Arbitrage : Larue Ronn Fonselius Nelson |

###### Match pour la3eplace
| 27 février 2010 | Finlande | 5-3 (1-0, 0-3, 4-0) | Slovaquie | Canada Hockey Place, Vancouver 17 322 spectateurs |

| Feuille de match | Feuille de match | Feuille de match                | Feuille de match | Feuille de match                           |
| ---------------- | --- | ------------------------------- | --- | ------------------------------------------ |
|                  | Salo (SN) - 18 min 50 s Hagman (Timonen) - 45 min 6 s Jokinen (Ruutu) - 46 min 41 s Jokinen (Pitkänen, Kiprusoff) (SN) - 48 min 41 s Filppula (Timonen) (FD)- 59 min 49 s | 1-0 1-1 1-2 1-3 2-3 3-3 4-3 5-3 | 29 min 56 s - Gáborík (Demitra, Chára) 35 min 38 s - Mari. Hossa (Handzuš, Demitra) (SN) 38 min 45 s - Demitra (Mari. Hossa) (IN) | Arbitrage : Devorski Watson Blumel Oskirko |
| Kiprusoff        | Gardiens | Halák                           | | Arbitrage : Devorski Watson Blumel Oskirko |
| 14 min           | Pénalités | 18 min                          | | Arbitrage : Devorski Watson Blumel Oskirko |
| 33               | Tirs | 22                              | | Arbitrage : Devorski Watson Blumel Oskirko |

##### Compétition féminine

###### Qualification
La Slovaquie se qualifia pour le tournoi olympique en battant la Lettonie, l'Italie, la Bulgarie, la Croatie, l'Allemagne, le Kazakhstan et la France.

###### Tour préliminaire
Au tour préliminaire, la Slovaquie, dans le Groupe A, avec le Canada, la Suède et la Suisse, perdit tous ses matchs, et finit donc à la dernière place de son groupe.
| Clt   | Équipe    | PJ | V | VP | VF | D | DP | DF | BP | BC | Pts |
| ----- | --------- | -- | - | -- | -- | - | -- | -- | -- | -- | --- |
| +001, | Canada    | 3  | 3 | 0  | 0  | 0 | 0  | 0  | 41 | 2  | 9   |
| +002, | Suède     | 3  | 3 | 0  | 0  | 0 | 0  | 0  | 10 | 15 | 6   |
| +003, | Suisse    | 3  | 1 | 0  | 0  | 2 | 0  | 0  | 6  | 15 | 3   |
| +004, | Slovaquie | 3  | 0 | 0  | 0  | 3 | 0  | 0  | 4  | 29 | 0   |

- Qualifié

| 13 février 2010 | Canada | 18-0 (7-0, 6-0, 5-0) | Slovaquie | UBC Winter Sports Centre, Vancouver 16 496 spectateurs |

| Feuille de match | Feuille de match | Feuille de match | Feuille de match | Feuille de match                  |
| ---------------- | --- | --- | ---------------- | --------------------------------- |
|                  | Irwin (Vaillancourt, Johnston) - 1 min 39 s Bonhomme (Hefford, MacLeod) - 3 min 6 s Agosta (Ouellette, Wickenheiser) (SN) - 5 min 38 s MacLeod (Bonhomme, Ouellette) - 8 min 21 s Agosta (Kellar, Sostorics) - 11 min 34 s Kingsbury (Piper, Apps) - 15 min 9 s Sostorics (Hefford, Agosta) - 16 min 20 s Vaillancourt (Johnston) - 23 min 42 s Poulin (SN) - 27 min 21 s Agosta (Hefford, Ouellette) - 30 min 19 s Hefford (Wickenheiser) (IN) - 32 min 0 s Ouellette (Apps, Sostorics) (IN) - 32 min 44 s MacLeod (Poulin, Sostorics) - 36 min 42 s Hefford (Agosta, MacLeod) - 44 min 23 s Irwin (Vaillancourt, Ward) - 44 min 37 s Piper (Wickenheiser) - 46 min 54 s Hefford (Ouellette, Kellar) - 51 min 3 s Kingsbury (Botterill) - 52 min 52 s | 1 - 0 2 - 0 3 - 0 4 - 0 5 - 0 6 - 0 7 - 0 8 - 0 9 - 0 10 - 0 11 - 0 12 - 0 13 - 0 14 - 0 15 - 0 16 - 0 17 - 0 18 - 0 |                  | Arbitrage : Tottman Arazimová Meg |
| St-Pierre        | Gardiens | Tomčíková |                  | Arbitrage : Tottman Arazimová Meg |
| 10 min           | Pénalités | 12 min |                  | Arbitrage : Tottman Arazimová Meg |
| 67               | Tirs | 9 |                  | Arbitrage : Tottman Arazimová Meg |

| 15 février 2010 | Suède | 6-2 (3-2, 1-0, 2-0) | Slovaquie | UBC Winter Sports Centre, Vancouver 5,323 spectateurs |

| Feuille de match | Feuille de match | Feuille de match                                | Feuille de match                                                                           | Feuille de match                  |
| ---------------- | --- | ----------------------------------------------- | ------------------------------------------------------------------------------------------ | --------------------------------- |
|                  | Winberg (Holmlöv, Holst) (SN) - 5 min 1 s Winberg (Eliasson, Holmlöv) (SN) - 12 min 11 s Asserholt (Myrén, Östberg) - 16 min 7 s Winberg (E. Andersson) - 29 min 7 s Holmlöv (Holst, G. Andersson) (SN) - 46 min 8 s Winberg (Nordin) - 53 min 20 s | 1 – 0 1 – 1 2 – 1 2 – 2 3 – 2 4 – 2 5 – 2 6 – 2 | 9 min 52 s - Džurňáková (Babonyová, Herichová) 13 min 29 s - Čupková (Čulíková, Kapustová) | Arbitrage : Hove Arazimová Hismeh |
| Grahn            | Gardiens | Tomčíková                                       |                                                                                            | Arbitrage : Hove Arazimová Hismeh |
| 10 min           | Pénalités | 16 min                                          |                                                                                            | Arbitrage : Hove Arazimová Hismeh |
| 48               | Tirs | 16                                              |                                                                                            | Arbitrage : Hove Arazimová Hismeh |

| 17 février 2010 | Slovaquie | 2-5 (1-0, 0-1, 1-4) | Suisse | UBC Winter Sports Centre, Vancouver 5 272 spectateurs |

| Feuille de match | Feuille de match                                                            | Feuille de match                          | Feuille de match | Feuille de match                  |
| ---------------- | --------------------------------------------------------------------------- | ----------------------------------------- | --- | --------------------------------- |
|                  | Čulíková (Čupková) - 7 min 10 s Čulíková (Kapustová, Čupková) - 40 min 19 s | 1 - 0 1 - 1 2 - 1 2 - 2 2 - 3 2 - 4 2 - 5 | 35 min 39 s - S. Marty 50 min 35 s - S. Marty (Nussbaum) 51 min 18 s - Benz (Meier, Schelling) 56 min 28 s - Lehmann (Leimgruber) (IN) 58 min 25 s - S. Marty (Hafliger, Benz) | Arbitrage : Sipila Floeden Rumble |
| Tomčíková        | Gardiens                                                                    | Schelling                                 | | Arbitrage : Sipila Floeden Rumble |
| 12 min           | Pénalités                                                                   | 12 min                                    | | Arbitrage : Sipila Floeden Rumble |
| 33               | Tirs                                                                        | 45                                        | | Arbitrage : Sipila Floeden Rumble |

###### Matchs de classement
La Slovaquie rencontra la Russie, 3e du groupe B pour le match de classement, et perdit.
| 20 février 2010 | Russie | 4-2 (2-0, 1-1, 1-1) | Slovaquie | UBC Winter Sports Centre, Vancouver 5 488 spectateurs |

| Feuille de match | Feuille de match | Feuille de match        | Feuille de match                                                              | Feuille de match                |
| ---------------- | --- | ----------------------- | ----------------------------------------------------------------------------- | ------------------------------- |
|                  | Sotnikova (Lebedeva) - 7 min 34 s Gavrilova (Serguina, Smolentseva) (SN) - 18 min 16 s Terenteva (Kapoustina, Dioubanok) (IN) - 33 min 45 s Gavrilova - 50 min 26 s | 1-0 2-0 2-1 3-1 3-2 4-2 | 23 min 24 s - Pravlikova (Velickova) (SN) 40 min 31 s - Terenteva (Velickova) | Arbitrage : Hove Floeden Rumble |
| Gachennikova     | Gardiens | Tomčíková               |                                                                               | Arbitrage : Hove Floeden Rumble |
| 8 min            | Pénalités | 8 min                   |                                                                               | Arbitrage : Hove Floeden Rumble |
| 43               | Tirs | 19                      |                                                                               | Arbitrage : Hove Floeden Rumble |

###### Match pour la7eplace
Ayant perdu le match de classement, la Slovaquie joua le match pour la 7e place contre la Chine, l'autre équipe issue du tournoi de qualification. Elle perdit, et finit donc 8e de ces jeux.
| 22 février 2010 | Chine | 3-1 (0-1, 1-0, 2-0) | Slovaquie | UBC Winter Sports Centre, Vancouver 5 284 spectateurs |

| Feuille de match | Feuille de match                                                                        | Feuille de match | Feuille de match                              | Feuille de match                     |
| ---------------- | --------------------------------------------------------------------------------------- | ---------------- | --------------------------------------------- | ------------------------------------ |
|                  | Wang (Yu, Jiang) - 37 min 15 s Sun (Zhang, Jin) - 45 min 4 s Wang (Zhang) - 51 min 44 s | 0-1 1-1 2-1 3-1  | 10 min 37 s - Pravlíková (Jurčová, Veličková) | Arbitrage : Tottman Hishmeh Majapuro |
| Shi              | Gardiens                                                                                | Tomčíková        |                                               | Arbitrage : Tottman Hishmeh Majapuro |
| 4 min            | Pénalités                                                                               | 6 min            |                                               | Arbitrage : Tottman Hishmeh Majapuro |
| 32               | Tirs                                                                                    | 21               |                                               | Arbitrage : Tottman Hishmeh Majapuro |

#### Luge

##### Simple hommes
Jozef Ninis fut le seul athlète slovaque engagé dans l'épreuve de luge simple hommes, et il finit 24e sur 38. Son entraîneur Ľubomír Mick et le président de la fédération slovaque de luge (Slovenského zväzu sánkarov), Walter Marx regretèrent de ne pas le voir dans le top 20, ce qu'ils attribuèrent à une mauvaise performance due à la fatigue dans la 3e manche, où il enregistra le 30e meilleur temps.
| Athlète     | Dossard | Manche 1 | Manche 1 | Manche 2 | Manche 2 | Manche 3 | Manche 3 | Manche 4 | Manche 4 | Final          | Final  |
| ----------- | ------- | -------- | -------- | -------- | -------- | -------- | -------- | -------- | -------- | -------------- | ------ |
| Athlète     | Dossard | Temps    | Class.   | Temps    | Class.   | Temps    | Class.   | Temps    | Class.   | Temps          | Class. |
| Jozef Ninis | 14      | 49 s 196 | 23       | 49 s 153 | 23       | 49 s 643 | 24       | 49 s 122 | 24       | 3 min 17 s 114 | 24     |

##### Simple femmes
Veronika Sabolová et Jana Šišajová furent toutes deux engagées dans l'épreuve de luge simple femmes et finirent respectivement 14e et 27e. Sabolová améliora sa performance à Turin (19e) en finissant 14e, et Šišajová, 18e après la 3e descente, finit dernière après une chute lors de la 4e descente.
| Athlète           | Dossard | Manche 1 | Manche 1 | Manche 2 | Manche 2 | Manche 3 | Manche 3 | Manche 4 | Manche 4 | Final          | Final  |
| ----------------- | ------- | -------- | -------- | -------- | -------- | -------- | -------- | -------- | -------- | -------------- | ------ |
| Athlète           | Dossard | Temps    | Class.   | Temps    | Class.   | Temps    | Class.   | Temps    | Class.   | Temps          | Class. |
| Veronika Sabolová | 17      | 41 s 999 | 12       | 41 s 925 | 12       | 42 s 563 | 14       | 42 s 055 | 14       | 2 min 48 s 542 | 14     |
| Jana Šišajová     | 19      | 42 s 297 | 18       | 42 s 172 | 17       | 42 s 529 | 18       | 48 s 101 | 27       | 2 min 55 s 099 | 27     |

##### Double
La paire Ján Harniš/Branislav Regec furent les seuls athlètes slovaques engagés dans cette épreuve ; ils finirent 11e sur 20 paires engagées. 13e après la première descente (la même place obtenue par leur entraineur Ľubomír Mick à Turin en tandem avec Walter Marx), ils réussirent à dépasser les paires américaines et lettones Mark Grimmette/Brian Martin et Oskars Gudramovičs/Pēteris Kalniņš. Mick se déclara « satisfait et fier » de la paire, regrettant d'avoir échoué à la porte du top 10, mais souligna le fait que les Slovaques battirent des Américains et des Canadiens, pays qui ont plusieurs descentes de luge, alors que la Slovaquie n'en a pas, et que 11e à leurs premiers jeux étaient une bonne base pour s'améliorer.
| Athlètes                   | Dossard | Manche 1 | Manche 1 | Manche 2 | Manche 2 | Final          | Final  |
| -------------------------- | ------- | -------- | -------- | -------- | -------- | -------------- | ------ |
| Athlètes                   | Dossard | Temps    | Class.   | Temps    | Class.   | Temps          | Class. |
| Ján Harniš Branislav Regec | 15      | 42 s 018 | 13       | 41 s 924 | 10       | 1 min 23 s 942 | 11     |

#### Patinage artistique
Ivana Reitmayerová, fut la seule athlète slovaque participant à cette épreuve. Lors de la première manche, le programme court, elle s'élança en 2e, et classa 28e sur 30, à la suite d'une chute sur un double axel et un triple salchow annoncé où elle ne réussit qu'un double, ce qui ne lui permit que de marquer 41,94 points, loin des 52,98 et de la 14e place qu'elle réussit aux championnats du monde de patinage artistique 2009 à Los Angeles, son record personnel qui lui avait permis de se qualifier pour le jeu. Elle ne se qualifia pas pour la deuxième manche, seules les 24 meilleures athlètes du programme court participant.
| Programme court, le 23 février 2010, Pacific Coliseum | Programme court, le 23 février 2010, Pacific Coliseum | Programme court, le 23 février 2010, Pacific Coliseum | Programme court, le 23 février 2010, Pacific Coliseum | Programme court, le 23 février 2010, Pacific Coliseum | Programme court, le 23 février 2010, Pacific Coliseum | Programme court, le 23 février 2010, Pacific Coliseum | Programme court, le 23 février 2010, Pacific Coliseum | Programme court, le 23 février 2010, Pacific Coliseum | Programme court, le 23 février 2010, Pacific Coliseum | Programme court, le 23 février 2010, Pacific Coliseum | Programme court, le 23 février 2010, Pacific Coliseum |
| Numéro de départ                                      | Éléments techniques                                   | Éléments techniques                                   | Éléments techniques                                   | Éléments techniques                                   | Éléments techniques                                   | Composantes du programme                              | Composantes du programme                              | Composantes du programme                              | Déductions                                            | Déductions                                            | Classement                                            |
| Numéro de départ                                      | Élément prévu                                         | Exécution                                             | Valeur de base                                        | Niveau d'exécution                                    | Points                                                | Composantes du programme                              | Pointages non factorisés                              | Factor                                                | Déductions                                            | Valeur                                                | Classement                                            |
| ----------------------------------------------------- | ----------------------------------------------------- | ----------------------------------------------------- | ----------------------------------------------------- | ----------------------------------------------------- | ----------------------------------------------------- | ----------------------------------------------------- | ----------------------------------------------------- | ----------------------------------------------------- | ----------------------------------------------------- | ----------------------------------------------------- | ----------------------------------------------------- |
| 2                                                     | Triple boucle piqué + Double boucle piqué             |                                                       | 5,30                                                  | 0,20                                                  | 5,50                                                  | Chorégraphie / Composition                            | 4,90                                                  | 0,80                                                  | Infraction - Temps                                    | 0,00                                                  | 28                                                    |
| 2                                                     | Double axel                                           |                                                       | 3,50                                                  | -2,50                                                 | 1,00                                                  | Transitions / séquences de pas                        | 4,60                                                  | 0,80                                                  | Infraction - Musique                                  | 0,00                                                  | 28                                                    |
| 2                                                     | Triple salchow                                        | Double salchow                                        | 1,30                                                  | -1,00                                                 | 0,30                                                  | Interprétation                                        | 4,75                                                  | 0,80                                                  | Élément illégal                                       | 0,00                                                  | 28                                                    |
| 2                                                     | Séquence de pas en cercle                             | Séquence de pas en cercle 4                           | 3,40                                                  | 0,00                                                  | 3,40                                                  | Prestation / exécution                                | 4,85                                                  | 0,80                                                  | Infraction - Costumes et accessoires                  | 0,00                                                  | 28                                                    |
| 2                                                     | Pirouette sautée assise                               | Pirouette sautée assise 3                             | 2,60                                                  | -0,24                                                 | 2,36                                                  | Habiletés de patinage                                 | 5,00                                                  | 0,80                                                  | Chute                                                 | 0,00                                                  | 28                                                    |
| 2                                                     | Séquence de pas en ligne droite                       | Séquence de pas en ligne droite 3                     | 3,30                                                  | 0,00                                                  | 3,30                                                  | Musique: The Memories of a Lover                      | Musique: The Memories of a Lover                      | Musique: The Memories of a Lover                      | Interruptions supplémentaires                         | 0,00                                                  | 28                                                    |
| 2                                                     | Pirouette cambrée                                     | Pirouette cambrée 4                                   | 2,70                                                  | 0,50                                                  | 3,20                                                  | Musique: The Memories of a Lover                      | Musique: The Memories of a Lover                      | Musique: The Memories of a Lover                      |                                                       |                                                       | 28                                                    |
| 2                                                     | Pirouette combinée avec changement de pied            | Pirouette combinée avec changement de pied 4          | 3,50                                                  | 0,10                                                  | 3,60                                                  | Musique: The Memories of a Lover                      | Musique: The Memories of a Lover                      | Musique: The Memories of a Lover                      |                                                       |                                                       | 28                                                    |
| Total                                                 | 22,66 (valeur de base 25,60)                          | 22,66 (valeur de base 25,60)                          | 22,66 (valeur de base 25,60)                          | 22,66 (valeur de base 25,60)                          | 22,66 (valeur de base 25,60)                          | 19,28                                                 | 19,28                                                 | 19,28                                                 | 0,00                                                  | 0,00                                                  | 41,94                                                 |
| Programme libre, le 25 février 2010, Pacific Coliseum |                                                       |                                                       |                                                       |                                                       |                                                       |                                                       |                                                       |                                                       |                                                       |                                                       |                                                       |
| Non qualifiée                                         |                                                       |                                                       |                                                       |                                                       |                                                       |                                                       |                                                       |                                                       |                                                       |                                                       |                                                       |

#### Saut à ski

##### Petit Tremplin
Lors de l'épreuve qualificatoire le 12 février 2010, Tomáš Zmoray sauta 94 mètres à une vitesse de 87,5 km/h, (équivalents à 58 points), et les juges lui attribuèrent 49,5 points pour le style, pour un total de 107,5 points. Il finit 42e sur 50 (la première place éliminatoire, les 40e étant ex-aequo), et ne participa donc pas à la finale. Zmoray attribua sa contre-performance aux conditions météorologiques qui ont empiré au cours de la compétition.
| Suède         | Pologne       | Japon         | Canada        | Allemagne     | Total |
| ------------- | ------------- | ------------- | ------------- | ------------- | ----- |
| 17,0          | 16,0          | 16,0          | 16,5          | 17,0          | 49,5  |
| Note distance | Note distance | Note distance | Note distance | Note distance | 58    |
| Note totale   | Note totale   | Note totale   | Note totale   | Note totale   | 107,5 |

##### Grand Tremplin
Lors de l'épreuve qualificatoire le 19 février 2010, Tomáš Zmoray fut le seul athlète slovaque qui participa. Lors des qualifications, il sauta 119,5 mètres à une vitesse de 94,8 km/h, (équivalents à 50,1 points), et les juges lui attribuèrent 50,5 points pour le style, pour un total de 100,6 points. Il finit 40e sur 51, à la dernière place qualificative, et participa donc à l'épreuve, atteignant ainsi ses objectifs pré-olympiques de passer une des deux manches de qualification lors de ses premiers jeux. Lors de la première manche de la finale, il sauta 108,0 mètres à une vitesse de 92 km/h, (équivalents à 29,4 points), et les juges lui attribuèrent 48 points pour le style, pour un total de 77,4 points. Il finit 43e sur 49, et ne participa donc pas à la finale.
| Japon         | Canada        | Allemagne     | Tchéquie      | Suède         | Total |
| ------------- | ------------- | ------------- | ------------- | ------------- | ----- |
| 16,5          | 17,0          | 16,0          | 17,0          | 17,0          | 50,5  |
| Note distance | Note distance | Note distance | Note distance | Note distance | 50,1  |
| Note totale   | Note totale   | Note totale   | Note totale   | Note totale   | 100,6 |

| Japon         | Canada        | Allemagne     | Tchéquie      | Suède         | Total |
| ------------- | ------------- | ------------- | ------------- | ------------- | ----- |
| 16,0          | 16,0          | 16,0          | 16,5          | 16,0          | 48,0  |
| Note distance | Note distance | Note distance | Note distance | Note distance | 29,4  |
| Note totale   | Note totale   | Note totale   | Note totale   | Note totale   | 77,4  |

#### Ski alpin

##### Descente hommes
Jaroslav Babušiak fut le seul athlète slovaque engagé dans cette épreuve, et il finit 52e sur 64.
| Athlète           | Dossard | Retard | Temps Final   | Classement |
| Jaroslav Babušiak | 59      | 5 s 68 | 1 min 59 s 99 | 52         |

##### Super G hommes
Jaroslav Babušiak fut le seul athlète slovaque engagé dans cette épreuve, et il finit 37e sur 64.
| Athlète           | Dossard | Retard | Temps Final   | Classement |
| ----------------- | ------- | ------ | ------------- | ---------- |
| Jaroslav Babušiak | 51      | 4 s 91 | 1 min 35 s 25 | 37         |

##### Super Combiné hommes
Jaroslav Babušiak fut le seul athlète slovaque engagé dans cette épreuve, et il ne finit pas la première épreuve de descente, et fut donc disqualifié.

##### Slalom Géant hommes
Jaroslav Babušiak fut le seul athlète slovaque engagé dans cette épreuve. Il finit à la 44e position sur 81 athlètes qui finirent.
| Athlète           | Dossard | Manche 1 | Manche 1      | Manche 2 | Manche 2      | Classement |
| Athlète           | Dossard | Retard   | Temps Final   | Retard   | Temps Final   | Classement |
| ----------------- | ------- | -------- | ------------- | -------- | ------------- | ---------- |
| Jaroslav Babušiak | 53      | 4 s 95   | 1 min 22 s 22 | 4 s 75   | 1 min 24 s 90 | 44         |

##### Slalom Géant femmes
Jana Gantnerová et Veronika Zuzulová furent les deux athlètes slovaques engagées dans cette épreuve. Jana Gantnerová finit 35e, et Zuzulová ne finit pas la deuxième manche.
| Athlète           | Dossard | Manche 1 | Manche 1      | Manche 2 | Manche 2      | Classement |
| Athlète           | Dossard | Retard   | Temps Final   | Retard   | Temps Final   | Classement |
| ----------------- | ------- | -------- | ------------- | -------- | ------------- | ---------- |
| Jana Gantnerová   | 53      | 4 s 88   | 1 min 20 s 00 | 4 s 58   | 1 min 15 s 73 | 35         |
| Veronika Zuzulová | 35      | 3 s 84   | 1 min 18 s 96 | Abandon  | Abandon       | Abandon    |

##### Slalom femmes
Jana Gantnerová et Veronika Zuzulová furent les deux athlètes slovaques engagées dans cette épreuve. Zuzulová finit à la 10e place, et Gantnerová à la 24e.
| Athlète           | Dossard | Manche 1 | Manche 1    | Manche 2 | Manche 2    | Classement |
| Athlète           | Dossard | Retard   | Temps Final | Retard   | Temps Final | Classement |
| ----------------- | ------- | -------- | ----------- | -------- | ----------- | ---------- |
| Veronika Zuzulová | 29      | 1 s 36   | 52,11       | 1,11     | 53 s 03     | 10         |
| Jana Gantnerová   | 43      | 2 s 79   | 53 s 54     | 2 s 00   | 53 s 92     | 24         |

##### Slalom hommes
Jaroslav Babušiak fut le seul athlète slovaque engagé dans cette épreuve.
| Athlète           | Dossard | Manche 1 | Manche 1    | Manche 2 | Manche 2    | Classement |
| Athlète           | Dossard | Retard   | Temps Final | Retard   | Temps Final | Classement |
| ----------------- | ------- | -------- | ----------- | -------- | ----------- | ---------- |
| Jaroslav Babušiak | 66      | 4 s 31   | 52,10       | 4 s 03   | 54 s 76     | 30         |

#### Ski de fond

##### 15 km hommes libre
Lors de l'epreuve du 15 km hommes libre du 15 février 2010, trois athlètes slovaques coururent : Martin Bajčičák, le plus haut classeé (23e sur 95), Ivan Bátory (40e) et Michal Malák (54e).
| Athlète         | Dossard | Retard       | Temps Final   | Classement |
| --------------- | ------- | ------------ | ------------- | ---------- |
| Martin Bajčičák | 9       | 1 min 23 s 0 | 34 min 59 s 3 | 23         |
| Ivan Bátory     | 48      | 2 min 01 s 8 | 35 min 38 s 1 | 40         |
| Michal Malák    | 66      | 2 min 46 s 5 | 36 min 22 s 8 | 54         |

##### Sprint individuel femmes
Lors de l'epreuve du sprint individuel femmes, la seule athlète slovaque engagée, Alena Procházková se qualifia pour les quarts de finale, lors desquels elle fut éliminée.
| Athlète           | Dossard | Manche de qualification | Manche de qualification | Manche de qualification |
| Athlète           | Dossard | Retard                  | Temps Final             | Classement              |
| ----------------- | ------- | ----------------------- | ----------------------- | ----------------------- |
| Alena Procházková | 6       | 8 s 11                  | 3 min 46 s 16           | 16                      |
| Alena Procházková | 6       | 1/4-finales             |                         |                         |
| Alena Procházková | 6       | Retard                  | Temps Final             | Classement              |
| Alena Procházková | 6       | 1 s 3                   | 3 min 40 s 1            | 4, éliminée             |

##### Sprint individuel hommes
Lors de l'epreuve du sprint individuel hommes, le seul athlète slovaque engagé, Peter Mlynár ne se qualifia pas pour les quarts de finale.
| Athlète      | Dossard | Manche de qualification | Manche de qualification | Manche de qualification |
| Athlète      | Dossard | Retard                  | Temps Final             | Classement              |
| ------------ | ------- | ----------------------- | ----------------------- | ----------------------- |
| Peter Mlynár | 56      | 21 s 19                 | 3 min 55 s 76           | 57                      |

##### 30 km poursuite hommes
Lors de l'epreuve du 30 km poursuite hommes, le seul athlète slovaque engagé, Martin Bajčičák finit 25e sur 56.
| Athlète         | Dossard | Retard aux 15 km | Classement aux 15 km | Temps Final       | Retard à l'arrivée | Classement |
| --------------- | ------- | ---------------- | -------------------- | ----------------- | ------------------ | ---------- |
| Martin Bajčičák | 27      | 29 s 6           | 24                   | 1 h 17 min 58 s 1 | 2 min 46 s 7       | 25         |

##### Sprint par équipe hommes
Lors de l'epreuve du sprint par équipe hommes, la paire slovaque engagée, Ivan Bátory et Michal Malák ne se qualifièrent pas pour les quarts de finale, finissant 7e avec 19,9 secondes de retard.
| Première Manche  | Première Manche | Première Manche | Première Manche | Première Manche |
| Athlète          | Dossard         | Temps Final     | Classement      |                 |
| ---------------- | --------------- | --------------- | --------------- | --------------- |
| Ivan Bátory      | 11              | 3 min 12 s 8    | 7               |                 |
| Deuxième Manche  |                 |                 |                 |                 |
| Athlète          | Dossard         | Temps Final     | Classement      |                 |
| Michal Malák     | 11              | 3 min 08 s 3    | 10              |                 |
| Troisième Manche |                 |                 |                 |                 |
| Athlète          | Dossard         | Temps Final     | Classement      |                 |
| Ivan Bátory      | 11              | 3 min 10 s 0    | 4               |                 |
| Quatrième Manche |                 |                 |                 |                 |
| Athlète          | Dossard         | Temps Final     | Classement      |                 |
| Michal Malák     | 11              | 3 min 07 s 3    | 10              |                 |
| Cinquième Manche |                 |                 |                 |                 |
| Athlète          | Dossard         | Temps Final     | Classement      |                 |
| Ivan Bátory      | 11              | 3 min 04 s 2    | 5               |                 |
| Sixième Manche   |                 |                 |                 |                 |
| Athlète          | Dossard         | Temps Final     | Classement      |                 |
| Michal Malák     | 11              | 3 min 24 s 9    | 7               |                 |

##### Relais 4 × 10 km hommes
Lors de l'epreuve du relais 4 × 10 km hommes, la Slovaquie, représentée par Martin Bajčičák, Ivan Bátory, Michal Malák et Peter Mlynár finit à la 12e place (sur 14) avec 4 minutes et 46,6 secondes de retard.
| Première Étape (Classique) | Première Étape (Classique) | Première Étape (Classique) | Première Étape (Classique) | Première Étape (Classique) |
| Athlète                    | Dossard                    | Retard                     | Classement                 |                            |
| -------------------------- | -------------------------- | -------------------------- | -------------------------- | -------------------------- |
| Martin Bajčičák            | 14-1                       | 25 s 6                     | 7                          |                            |
| Deuxième Étape (Classique) |                            |                            |                            |                            |
| Athlète                    | Dossard                    | Retard                     | Classement                 |                            |
| Ivan Bátory                | 14-2                       | 56 s 8                     | 11                         |                            |
| Troisième Étape (Libre)    |                            |                            |                            |                            |
| Athlète                    | Dossard                    | Retard                     | Classement                 |                            |
| Michal Malák               | 14-3                       | 2 min 11 s 2               | 11                         |                            |
| Quatrième Étape (Libre)    |                            |                            |                            |                            |
| Athlète                    | Dossard                    | Retard                     | Classement                 |                            |
| Peter Mlynár               | 14-4                       | 4 min 46 s 6               | 12                         |                            |

##### 50 km départ groupé hommes
Lors de l'epreuve du 50 km hommes départ groupé du 28 février 2010, deux athlètes slovaques coururent : Martin Bajčičák et Ivan Bátory.
| Athlète         | Dossard | Retard  | Temps Final | Classement |
| --------------- | ------- | ------- | ----------- | ---------- |
| Martin Bajčičák | 25      | Abandon | Abandon     | Abandon    |
| Ivan Bátory     | 43      | Abandon | Abandon     | Abandon    |

## Athlètes par épreuve

### Biathlon
| Athlète            | Épreuve                                                                    | Date de naissance | Club                      |
| ------------------ | -------------------------------------------------------------------------- | ----------------- | ------------------------- |
| Pavol Hurajt       | Sprint 10 H · Poursuite 12,5 H · Individuel 20 H · Groupé 15 H · Relais H  | 4 février 1978    | Klub Biatlonu Osrblie     |
| Matej Kazár        | Biathlon H,                                                                | 10 mai 1983       | VŠC Dukla Banská Bystrica |
| Marek Matiaško     | Sprint 10 H Individuel 20 H Relais H                                       | 29 octobre 1977   | VŠC Dukla Banská Bystrica |
| Miroslav Matiaško  | Sprint 10 H Individuel 20 H Relais H                                       | 14 juillet 1982   | VŠC Dukla Banská Bystrica |
| Dušan Šimočko      | Sprint 10 H Individuel 20 H Relais H                                       | 29 septembre 1983 | VŠC Dukla Banská Bystrica |
| Jana Gereková      | Sprint 7,5 F Poursuite 10 F Individuel 15 F Relais F                       | 27 novembre 1984  | VŠC Dukla Banská Bystrica |
| Martina Halinárová | Sprint 7,5 F Poursuite 10 F Individuel 15 F Relais F                       | 22 avril 1973     | VŠC Dukla Banská Bystrica |
| Ľubomíra Kalinová  | Sprint 7,5 F Individuel 15 F                                               | 11 février 1982   | VŠC Dukla Banská Bystrica |
| Anastazia Kuzmina  | Sprint 7,5 F · Poursuite 10 F · Individuel 15 F · Groupé 12,5 F · Relais F | 28 août 1984      | VŠC Dukla Banská Bystrica |
| Natália Prekopová  | Relais F                                                                   | 31 mai 1989       | VŠC Dukla Banská Bystrica |

### Bobsleigh
| Athlète            | Épreuve                  | Date de naissance | Club                   |
| ------------------ | ------------------------ | ----------------- | ---------------------- |
| Milan Jagnešák     | Bobsleigh 4 Bobsleigh 2H | 29 août 1969      | ŠBK Olympis Bratislava |
| Marcel Lopuchovský | Bobsleigh 4              | 2 mai 1977        | ŠBK Olympis Bratislava |
| Petr Nárovec       | Bobsleigh 4 Bobsleigh 2H | 15 avril 1977     | ŠBK Olympis Bratislava |
| Martin Tešovič     | Bobsleigh 4              | 26 octobre 1974   | ŠBK Olympis Bratislava |

### Hockey sur glace
| Joueur             | Position       | Date de naissance | Équipe                   |
| ------------------ | -------------- | ----------------- | ------------------------ |
| Ivan Baranka       | Défenseur      | 19 mai 1985       | HC Spartak Moscou        |
| Ľuboš Bartečko     | Attaquant      | 14 juillet 1976   | CP Berne                 |
| Peter Budaj        | Gardien de but | 18 septembre 1982 | Avalanche du Colorado    |
| Zdeno Chára        | Défenseur      | 18 mars 1977      | Bruins de Boston         |
| Martin Cibák       | Attaquant      | 17 mai 1980       | HC Spartak Moscou        |
| Pavol Demitra      | Attaquant      | 29 novembre 1974  | Canucks de Vancouver     |
| Marián Gáborík     | Attaquant      | 14 février 1982   | Rangers de New York      |
| Jaroslav Halák     | Gardien de but | 13 mai 1985       | Canadiens de Montréal    |
| Michal Handzuš     | Attaquant      | 11 mars 1977      | Kings de Los Angeles     |
| Marcel Hossa       | Attaquant      | 12 octobre 1981   | Dinamo Riga              |
| Marián Hossa       | Attaquant      | 12 janvier 1979   | Blackhawks de Chicago    |
| Milan Jurčina      | Défenseur      | 7 juin 1983       | Blue Jackets de Columbus |
| Tomáš Kopecký      | Attaquant      | 5 février 1982    | Blackhawks de Chicago    |
| Andrej Meszároš    | Défenseur      | 13 octobre 1985   | Lightning de Tampa Bay   |
| Žigmund Pálffy     | Attaquant      | 5 mai 1972        | HK 36 Skalica            |
| Branko Radivojevič | Attaquant      | 24 novembre 1980  | HC Spartak Moscou        |
| Miroslav Šatan     | Attaquant      | 22 octobre 1974   | Bruins de Boston         |
| Andrej Sekera      | Défenseur      | 8 juin 1986       | Sabres de Buffalo        |
| Rastislav Staňa    | Gardien de but | 10 janvier 1980   | Severstal Tcherepovets   |
| Martin Štrbák      | Défenseur      | 15 janvier 1975   | HC MVD                   |
| Jozef Stümpel      | Attaquant      | 20 juillet 1972   | Barys Astana             |
| Ľubomír Višňovský  | Défenseur      | 11 août 1976      | Oilers d'Edmonton        |
| Richard Zedník     | Attaquant      | 6 janvier 1976    | Lokomotiv Iaroslavl      |

| Joueur             | Position         | Date de naissance | Équipe                   |
| ------------------ | ---------------- | ----------------- | ------------------------ |
| Petra Babiaková    | Défenseur        | 27 juillet 1977   | HC Slovan Bratislava     |
| Natalie Babonyová  | Attaquante       | 22 octobre 1983   | Crush de Toronto         |
| Barbora Brémová    | Défenseur        | 24 août 1991      | HC Slovan Bratislava     |
| Jana Budajová      | Gardienne de but | 16 novembre 1992  | HK Poprad                |
| Nikoleta Celárová  | Attaquante       | 27 février 1983   | HC Slovan Bratislava     |
| Janka Čulíková     | Attaquante       | 30 juin 1987      | HC Osy Spišská Nová Ves  |
| Nicol Čupková      | Attaquante       | 4 novembre 1992   | HC Slovan Bratislava     |
| Anna Džurňáková    | Attaquante       | 24 janvier 1983   | HC Slovan Bratislava     |
| Nikola Gápová      | Attaquante       | 19 juin 1989      | HC Slovan Bratislava     |
| Mária Herichová    | Attaquante       | 12 juin 1990      | HC Slovan Bratislava     |
| Petra Jurčová      | Attaquante       | 2 juin 1987       | HC Slovan Bratislava     |
| Iveta Karafiátová  | Défenseur        | 14 mai 1988       | Linkopings HC            |
| Monika Kvaková     | Gardienne de but | 15 décembre 1988  | HC Slovan Bratislava     |
| Michaela Matejová  | Défenseur        | 2 mars 1986       | SC Reinach               |
| Zuzana Moravčíková | Attaquante       | 23 octobre 1983   | HC Slovan Bratislava     |
| Petra Országhová   | Défenseur        | 7 avril 1981      | HC Slovan Bratislava     |
| Petra Pravlíková   | Attaquante       | 4 juin 1985       | HK Tornado               |
| Edita Raková       | Défenseur        | 18 mai 1978       | HC Slovan Bratislava     |
| Zuzana Tomčíková   | Gardienne de but | 23 avril 1988     | Bemidji State University |
| Martina Veličková  | Attaquante       | 17 février 1989   | OSC Berlin-Schöneberg    |

### Luge
| Athlète           | Épreuve  | Date de naissance | Club              |
| ----------------- | -------- | ----------------- | ----------------- |
| Ján Harniš        | Double   | 13 avril 1985     | ŠKP Štrbské Pleso |
| Jozef Ninis       | Simple H | 28 juin 1981      | ŠKP Štrbské Pleso |
| Branislav Regec   | Double   | 13 juillet 1985   | ŠKP Štrbské Pleso |
| Veronika Sabolová | Simple F | 20 mars 1980      | ŠKP Štrbské Pleso |
| Jana Šišajová     | Simple F | 1er février 1985  | ŠKP Štrbské Pleso |

### Patinage artistique
| Athlète            | Épreuve    | Date de naissance | Club           |
| ------------------ | ---------- | ----------------- | -------------- |
| Ivana Reitmayerová | Patinage F | 4 mai 1992        | ŠKP Bratislava |

### Saut à ski
| Athlète      | Épreuve               | Date de naissance | Club                      |
| ------------ | --------------------- | ----------------- | ------------------------- |
| Tomáš Zmoray | P Tremplin G Tremplin | 26 juillet 1989   | ŠK Kartík Banská Bystrica |

### Ski alpin
| Athlète           | Épreuve                                            | Date de naissance | Club                      |
| ----------------- | -------------------------------------------------- | ----------------- | ------------------------- |
| Jaroslav Babušiak | Super G H Descente H Slalom G H Slalom H Super C H | 6 septembre 1984  | Ski Jasná Nízke Tatry     |
| Jana Gantnerová   | Slalom G F Slalom F                                | 15 juillet 1989   | ŠK Zelené Pleso           |
| Veronika Zuzulová | Slalom G F Slalom F                                | 15 juillet 1984   | VŠC Dukla Banská Bystrica |

### Ski de fond
| Athlète           | Épreuve                   | Date de naissance | Club                          |
| ----------------- | ------------------------- | ----------------- | ----------------------------- |
| Martin Bajčičák   | 15 H Poursuite H Relais H | 12 juin 1976      | ŠKP Štrbské Pleso             |
| Ivan Bátory       | 15 H Sprint Éq H Relais H | 3 mai 1975        | ŠKP Štrbské Pleso             |
| Michal Malák      | 15 H Sprint Éq H Relais H | 25 août 1980      | ŠKP Štrbské Pleso             |
| Peter Mlynár      | Sprint Ind H Relais H     | 1er mars 1988     | ŠKP Štrbské Pleso             |
| Alena Procházková | Sprint Ind F              | 9 août 1984       | LK Slávia UMB Banská Bystrica |

## Médias
La 3e chaine publique de Slovenská televízia, STV 3, a programmé les jeux olympiques 24h/24, soit 396 heures en tout ; la 2e chaine, STV 2, les diffusait après 18 heures, soit 144 heures de diffusion.
Les spots publicitaires les plus chers sont ceux qui étaient diffusés durant un match de Hockey sur glace masculin. Le site de Slovenská televízia permettait de suivre les olympiades via internet.